# Крушев (Груєцький повіт)
Крушев (пол. Kruszew) — село в Польщі, у гміні Пневи Груєцького повіту Мазовецького воєводства.
Населення — 222 особи (2011).
У 1975-1998 роках село належало до Радомського воєводства.

## Демографія
Демографічна структура станом на 31 березня 2011 року:
|          | Загалом | Допрацездатний вік | Працездатний вік | Постпрацездатний вік |
| -------- | ------- | ------------------ | ---------------- | -------------------- |
| Чоловіки | 116     | 22                 | 78               | 16                   |
| Жінки    | 106     | 18                 | 61               | 27                   |
| Разом    | 222     | 40                 | 139              | 43                   |